# Malgré la nuit (film, 2023)
Pour le film dramatique français de Philippe Grandrieux, sorti en 2015, voir Malgré la nuit.
Pour plus de détails, voir Fiche technique et Distribution.
Malgré la nuit (Aunque es de noche) est un court métrage espagnol et français de 2023 réalisé par Guillermo García López  en 16 mm, présenté en première au Festival de Cannes 2023 en compétition officielle. Tourné à la Cañada Real, le plus grand bidonville d'Europe, le film suit deux adolescents, Toni et Nasser, juste avant que l'un d'eux ne doive partir pour toujours.
En février 2024, Malgré la nuit a reçu le Goya du meilleur court métrage de fiction.

## Synopsis
La Cañada Real, le plus grand bidonville d'Europe situé à la périphérie de Madrid, est privé d'électricité depuis plus d'un an.
Tonino, 13 ans, et son meilleur ami Nasser, ont fait de ce quartier leur terrain de jeu et d’aventures. Mais un jour, Nasser annonce à son ami qu’il part en France avec sa famille.

## Réception critique
Après sa présentation en première mondiale au festival de Cannes 2023, Malgré la nuit a été chaleureusement accueilli par la presse spécialisée. Miriam Voigt le décrit dans TalkingShorts comme un « passage à l'âge adulte (qui) devient une quête métaphysique de réassurance », tandis que Closeupculture le cite comme son 7e meilleur court métrage de 2023.
Dans sa revue de la compétition des courts métrages cannois, Laurence Boyce souligne sur Cineuropa « la brutalité et le désespoir (du film) qui sont contrebalancés par une veine d'authentique tendresse dans cette histoire d'amitié et d'évasion », alors que Marina Richter écrit que Malgré la Nuit « laisse une profonde impression au public avec sa richesse d'images, ses dialogues authentiques et ses situations proches de la vie ».
Depuis sa présentation cannoise, le film a été sélectionné dans plus de 75 festivals à travers le monde, dont :
| Année | Festivals                                     | Récompenses / Nominations                     | Statut  |
| ----- | --------------------------------------------- | --------------------------------------------- | ------- |
| 2023  | Festival de Cannes                            | Palme d'or du court métrage                   | Nommé   |
| 2023  | Festival international de San Sebastian       | Zabalteigi-Tabakalera                         | Nommé   |
| 2023  | Abyciné                                       | Meilleur court métrage                        | Lauréat |
| 2024  | Goya                                          | Meilleur court de fiction                     | Lauréat |
| 2024  | Festival du court métrage de Clermont-Ferrand | Carte Blanche                                 | Nommé   |
| 2024  | Vienna Shorts                                 | Meilleur court international                  | Nommé   |
| 2024  | In the Palace Film Festival,                  | Mention spéciale meilleur court international | Lauréat |

## Ville sans sommeil
Un long métrage adapté, provisoirement nommé Ville sans sommeil (Ciudad sin sueño) et également réalisé par Guillermo García López, est actuellement en préparation et devrait sortir en 2025.